# Tecnologia Automotiva Catarinense
Tecnologia Automotiva Catarinense (TAC) es un fabricante de automóviles brasileño establecido por Adolfo Cesar dos Santos en 2004 en Joinville, Santa Catarina.

## Historia
Con el apoyo financiero del Banco Nacional de Desenvolvimento Econômico e Social, la planta fue inaugurada después de cuatro años de construcción, el 13 de marzo de 2008. En colaboración con la empresa portuguesa Datasul, TAC finalmente desarrolló el vehículo utilitario deportivo TAC Stark. La mayoría de las piezas del vehículo pertenecen a la filial de Marcopolo S.A. MVC Soluções em Plástico Ltda.
En la actualidad la empresa sólo fabrica el todoterreno TAC STARK. A partir de 2012, el vehículo empezó a ser exportado, produciéndose alrededor de 1200 unidades por año.
TAC fue comprada por la empresa china Zotye International Auto en 2015.